# 漂泊症
漂泊症（英文：Drapetomania）由美国医生塞缪尔·A·卡特莱特（英文：Samuel A. Cartwright）於1851年提出，聲稱是种导致黑奴脫逃的精神性疾病。:41现在，漂泊症被當成伪科学個案，作為科学种族主义的一支。

## 詞源
这个词源于希腊语δραπετης(drapetes)+μανια(mania)。

## 卡特莱特的描述
在“疾病和黑色种族的特質”中，卡特莱特指出圣经要求奴隶顺从其主。并且，如果按照圣经的意旨去对待奴隶，他们就不会想脫逃。
如果白人试图违抗神的意志（即神的誡命），让黑人所做的事超逾“顺从”，或试图提昇黑人至與自己平視，又或自己竟与黑人平起平坐；或对同胞滥用上帝所賦予的权柄，如酷虐，或出氣，或失於保护其免受其他仆人或自由人的辱骂，或剋扣日常的救擠和生活必需品，黑人就会脫逃。但其若保持在我们从圣经学习到的適切所在，即顺从的位置；若其主人或监督者保持善良亲切的对待，未居高臨下；並照顾其基本生理需求，保护他免受虐待，那么黑人就会乖乖順從，无法逃跑。
卡特莱特描述这种状况時说，“尽管这种状况具有可供诊断的症状，但我们的医疗机构並不知情。逃避勞役对于我们的种植园主和监督者來說，可謂众所周知”  ——這篇发表在路易斯安那州医学协会（英文：Medical Association of Louisiana） :291的论文曾被广泛转载。
他聲稱，该項疾病是主人“使自己和(奴隶)相近，平等对待他们”所导致。
若蒙善待，每个奴隸家庭都該分配到够用的衣食，足供一小团火烧上整夜取暖的燃料。每个家庭各有居所——不允许在晚上與邻居互访，或飲用烈酒，也不允许过度劳累或长时間待在室外，這樣就會很好管理——相較於世人而言。若有奴隸，甚至不止一個，在任何时候對领导力和过度监督有異議，人們應基於自身利益要求他们受罚以回到顺从状态，即其適切的所处位置。只有一直保持他們在这种状态下，待之如儿童，才能治癒他们想脫逃的病。

## 预防和补救措施
除识别漂泊症外，卡特莱特还给出一些相應措施。就他感觉，“如果严格遵守适当的医疗建议，这个使许多黑人逃跑的麻烦事是几乎完全可以被阻止的。” 

若有奴隶“无故的生气和厭煩”——这是要逃跑的警訊——卡特莱特以“鞭打驱鬼法”作为“预防措施”。:35為求根治这种“疾病”，医生还做出了生理上不可思議之事：截除雙腳姆趾。:42

## 同时代评论
当卡特莱特的文章在南方廣為转载时，在美国北部却飽受譏嘲。在1855年的布法罗医学杂志（英文：Buffalo Medical Journal editorial）就出现了一篇讽刺分析的社论。弗雷德里克·劳·奥姆斯特德（英文：Frederick Law Olmsted）在《沿海蓄奴州行腳》（英文 ：A Journey in the Seaboard Slave States）(1856)一文中，观察到白人契约奴工（英文：indentured servants）也经常被发现企圖脫逃，所以他讽刺性地假设，该疾病其实出於欧洲白人的血统，后来才被奴隸貿易商傳染到非洲。